# Кубок Камбоджі з футболу 2017
Кубок Камбоджі з футболу 2017 — 11-й розіграш кубкового футбольного турніру у Камбоджі. Титул володаря кубка вчетверте здобув Преах Кхан Річ.

## Календар
| Раунд               | Дата                          | Матчі | Клуби   |
| ------------------- | ----------------------------- | ----- | ------- |
| Груповий раунд      | 18 січня — 16 березня 2017    | 26    | 31 → 29 |
| Другий раунд        | 5-26 квітня 2017              | 12    | 29 → 23 |
| Третій раунд        | 3-24 травня 2017              | 14    | 23 → 16 |
| 1/8 фіналу          | 31 травня - 18 жовтня 2017    | 16    | 16 → 8  |
| 1/4 фіналу          | 25 жовтня - 22 листопада 2017 | 8     | 8 → 4   |
| 1/2 фіналу          | 29 листопада — 17 грудня 2017 | 4     | 4 → 2   |
| Фінал               | 27 грудня 2017                | 1     | 2 → 1   |
| Матч за третє місце | 27 грудня 2017                | 1     |         |

## 1/4 фіналу
| Команда 1                        | Заг. | Команда 2               | 1-й матч | 2-й матч |
| -------------------------------- | ---- | ----------------------- | -------- | -------- |
| 25 жовтня/22 листопада 2017      |      |                         |          |          |
| Національне міністерство оборони | 1:4  | Преах Кхан Річ Свайрінг | 1:1      | 0:3      |
| Кірівонг Сок Сен Чей             | 2:4  | Боунг Кет Ангкор        | 2:2      | 0:2      |
| Електрісіте ду Камбоджа          | 3:1  | Нейшнал Поліс Коміссері | 1:0      | 2:1      |
| 1/22 листопада 2017              |      |                         |          |          |
| Нагаворлд                        | 3:1  | Пномпень Краун          | 2:1      | 1:0      |

## 1/2 фіналу
| Команда 1                   | Заг. | Команда 2               | 1-й матч | 2-й матч |
| --------------------------- | ---- | ----------------------- | -------- | -------- |
| 29 листопада/17 грудня 2017 |      |                         |          |          |
| Преах Кхан Річ Свайрінг     | 6:4  | Електрісіте ду Камбоджа | 2:2      | 4:2 дч   |
| 1/22 листопада 2017         |      |                         |          |          |
| Нагаворлд                   | 4:2  | Боунг Кет Ангкор        | 1:0      | 3:2      |

## Матч за третє місце
| Команда 1        | Рахунок      | Команда 2               |
| ---------------- | ------------ | ----------------------- |
| 27 грудня 2017   |              |                         |
| Боунг Кет Ангкор | 1:1 пен. 4:5 | Електрісіте ду Камбоджа |

## Фінал
| 27 грудня 2017 13:00 (EEST) |

| Нагаворлд | 0:3      | Преах Кхан Річ Свайрінг             |
| --------- | -------- | ----------------------------------- |
|           | Протокол | Сок Самнанг 21', 31' Хой Фаллін 65' |

| Національний олімпійський стадіон, Пномпень Арбітр: Чі Самді |